# Bangieae
Bangieae é o nome botânico de uma classe, segundo o sistema de classificação de Wettstein.
Esta classe  está incluido no filo Rhodophyta.

## Famílias
Apresenta uma única família:
- Bangiaceae